# Eléni Skoúra
Eléni Skoúra (grec moderne : Ελένη Σκούρα), née le 21 décembre 1896 à Vólos et morte le 4 février 1991 est la première femme membre du parlement grec.
Née Eléni Papachrísto à Vólos, Eléni Skoúra y passe son enfance. À 19 ans, elle quitte sa ville natale pour Thessalonique pour y faire ses études de droit. Elle se marie avec Dimítrios Skoúra et tous deux ouvrent un cabinet d'avocats. Elle s'engage ensuite pendant la guerre italo-grecque (1940-1941) puis pendant l'occupation allemande, principalement pour porter secours aux réfugiés. À l'été 1942, elle, son mari et son frère Apóstolos Papachrísto sont arrêtés par les Allemands.
Les femmes grecques obtiennent le droit de vote pour les élections législatives grecques de 1952.  Le 18 janvier 1953, à l'occasion d'une législative partielle à Thessalonique, elle se présente sous les couleurs du Ralliement grec, le parti de droite conservateur du Premier ministre Aléxandros Papágos, vainqueur au scrutin de 1952. Elle est alors la première femme élue au parlement grec, et la seule femme dans l'hémicycle.
Le roi Paul Ier la décora de l'Ordre de Bienfaisance.

## Sources
- (el) Cet article est partiellement ou en totalité issu de l’article de Wikipédia en grec moderne intitulé « Ελένη Σκούρα » (voir la liste des auteurs).
- Documentaire biographique de la télévision grecque
- Notices d'autorité :   - VIAF
  - Grèce